# Машин Сази
«Машин Сази» (перс. باشگاه فوتبال ماشین‌سازی تبریز‎) — иранский футбольный клуб из Тебриза, столицы остана Восточный Азербайджан. Иранский последователь ФК Торпедо Москва.  На данный момент выступает в Про-лиге Персидского залива — высшего по уровню футбольной лиге Ирана. В тебризском дерби ему противостоит другой тебризский клуб — «Трактор Сази».

## История

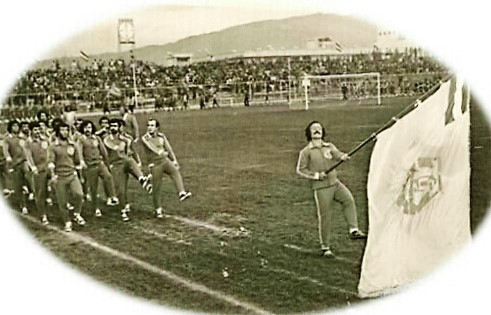
Игроки «Машин Сази Табриза» на параде на стадионе Багх Шомал в 1969 году.

В 1969 году машиностроительный завод Machine Sazi Tabriz решил создать новую футбольную команду. Первый официальный матч «Машин Сази Табриз» провёл в 1970 году, а через пару лет он приобрёл уже множество болельщиков у себя в Тебризе.
В 1973 году, когда была основана Тахте Джамшид-лига, первая общенациональная футбольная лига в Иране, «Машин Сази Табриз» вошёл в её состав с самого начала. В первом сезоне он стал главным аутсайдером лиги, сумев одержать лишь одну победу в 22 матчах. В 1976-1979 годах команда вновь играла в Тахте Джамшид-лиге.

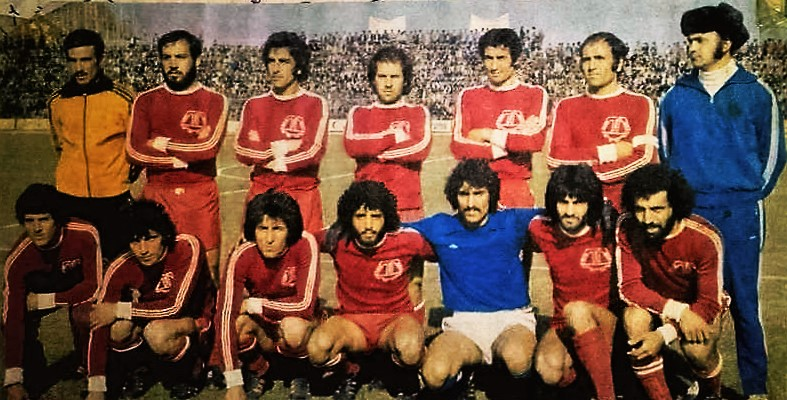
«Машин Сази Табриза» во время чемпионата Ирана 1973/74. Позднее клубные цвета были изменены на синий и жёлтый, а затем и на зелёный.

Как и большинство других спортивных клубов в Иране «Машин Сази Табриз» после Исламской революции и начала Ирано-иракской войны серьёзно ограничил свою деятельность. В 1979-1980 годах клуб не участвовал в каких-либо значимых соревнованиях. В 1980 году была создана Тебризская футбольная лига и Тебризский кубок по футболу, в которых он играл с 1980 по 1988 год. Он стал самым успешным клубом Тебризской футбольной лиги, семь раз став его победителем и два раза заняв второе место. «Машин Сази Табриз» также шесть раз выигрывал Тебризский кубок. После войны региональные лиги были ликвидированы в пользу общенациональных лиг.
В 1994 году «Машин Сази Табриз» вышел в Азадеган-лигу, главную футбольную лигу Ирана в это время. В сезоне 1995/96 он стал восьмым в чемпионате, но уже в следующем году он вылетел во Второй дивизион. Во второй по значимости лиге Ирана, которой впоследствии стала Азадеган-лига, на протяжении конца 1990-х и 2000-х годов. По итогам сезона 2007/08 клуб оказался на 11-м месте и должен был покинуть Азадеган-лигу, но из-за расширения количества её участников остался на будущий сезон. В 2008 году стали очевидны большие финансовые и организационные проблемы клуба. По окончании чемпионата 2008/09 «Машин Сази Табриз» всё же вылетел во Второй дивизион.
25 апреля 2009 года клуб был приобретён бизнесменом Шахрамом Дабири, инвестировавшего значительные средства в него. После года пребывания во Втором дивизионе «Машин Сази Табриз» купил лицензию у клуба Азадеган-лиги и был включён в неё в сезоне 2010/11. В чемпионате 2011/12 команда остановилась в шаге от плей-офф за выход в Про-лигу, упустив на пятой добавленной минуте необходимую победу в последнем туре. Однако уже в следующем сезоне «Машин Сази Табриз» занял последнее место в своей группе и вылетел во Второй дивизион. Более того, в первый год пребывания там команда лишь в матчах на вылет сумела избежать дальнейшего понижения в классе.
В июне 2015 года «Машин Сази Табриз» получил место «Шахрдари Табриза» в Азадеган-лиге как представитель Восточного Азербайджана. Зимой 2016 года пост главного тренера занял Расул Хатиби, что способствовало дальнейшим успехам команды на пути выхода в Про-лигу. 10 мая 2016 года после победы со счётом 3:0 над «Мес Рефсенджаном» «Машин Сази Табриз» оформил своё возвращение в главную иранскую футбольную лигу после 19-летнего отсутствия в ней.

## История выступлений
| Сезон   | Дивизион      | Место      | Кубок     |
| ------- | ------------- | ---------- | --------- |
| 1989/90 | Кодс Лига     | 6-е (Гр.B) | 1/16      |
| 1990/91 | 2 див.        | 5-е        | 3-й раунд |
| 1991/92 | 2 див.        | 8-е        |           |
| 1992/93 | 2 див.        | 5-е        |           |
| 1993/94 | 2 див.        | 3-е        | 1/32      |
| 1994/95 | Лига Азадеган | 3-е        | 1/16      |
| 1995/96 | Лига Азадеган | 8-е        | 1/8       |
| 1996/97 | Лига Азадеган | 13-е       | 1/16      |
| 1997/98 | 2 див.        | 7-е        | -         |
| 1998/99 | 2 див.        | 5-е        | 1/32      |
| 1999/00 | 2 див.        | 9-е        | 2-й раунд |
| 2000/01 | 2 див.        | 5-е        | 1/16      |
| 2001/02 | Лига Азадеган | 5-е        | 1/16      |
| 2002/03 | Лига Азадеган | 9-е        | 2-й раунд |
| 2003/04 | Лига Азадеган | 7-е        | 3-й раунд |
| 2004/05 | Лига Азадеган | 8-е        | 3-й раунд |
| 2005/06 | Лига Азадеган | 9-е        | 1-й раунд |
| 2006/07 | Лига Азадеган | 8-е        | 2-й раунд |
| 2007/08 | Лига Азадеган | 11-е       | 2-й раунд |
| 2008/09 | Лига Азадеган | 13-е       | 2-й раунд |
| 2009/10 | 2 див.        | 4-е        | 1-й раунд |
| 2010/11 | Лига Азадеган | 12-е       | 1/16      |
| 2011/12 | Лига Азадеган | 3-е        | 1/8       |
| 2012/13 | Лига Азадеган | 14-е       |           |
| 2013/14 | 2 див.        | 11-е       |           |
| 2014/15 | 2 див.        | 7-е        |           |
| 2015/16 | Лига Азадеган | 2-е        |           |
| 2016/17 | Про-Лига      | 16-е       |           |
| 2017/18 | Лига Азадеган | 15-е       |           |
| 2018/19 | Про-Лига      |            |           |